# Parafia Najświętszego Serca Pana Jezusa w Widuchowej
Parafia pod wezwaniem Najświętszego Serca Pana Jezusa w Widuchowej – parafia rzymskokatolicka należąca do dekanatu Gryfino, archidiecezji szczecińsko-kamieńskiej, metropolii szczecińsko-kamieńskiej. Siedziba parafii mieści się w Widuchowej przy ulicy Mostowej. Prowadzona jest przez Zgromadzenie Salwatorianów.

## Miejsca święte

### Kościół parafialny
Kościół Najświętszego Serca Pana Jezusa w Widuchowej

### Kościoły filialne i kaplice
Do parafii należą:
- Kościół Nawiedzenia Najświętszej Maryi Panny w Dębogórze[1]
- Kościół św. Jadwigi Śląskiej w Ognicy[1]
- Kościół Wniebowzięcia Najświętszej Maryi Panny w Marwicach[1]